# Collin Raye
Collin Raye, all'anagrafe Floyd Collin Wray (De Queen, 22 agosto 1960), è un cantante country statunitense.
Faceva parte dei Bubba Wray nella Wray Brothers Band, prima di lasciare il gruppo ed intraprendere la carriera come solista.

## Discografia

### Album in studio
- 1990 – All I Can Be
- 1992 – In This Life
- 1994 – Extremes
- 1995 – I Think About You
- 1996 – Christmas: The Gift
- 1998 – The Walls Came Down
- 2000 – Counting Sheep
- 2000 – Tracks
- 2001 – Can't Back Down
- 2005 – Twenty Years and Change
- 2006 – Fearless
- 2008 – A Family Christmas
- 2009 – Never Going Back
- 2011 – His Love Remains
- 2013 – Still on the Line...The Songs of Glen Campbell
- 2014 – Everlasting
- 2020 – Scars

### Album dal vivo
- 2004 – Live at Billy Bob's Texas

### Compilations
- 1997 – Best of Collin Raye: Direct Hits
- 2000 – Love Songs
- 2002 – Super Hits
- 2002 – 16 Biggest Hits
- 2007 – Selected Hits